# FIS Games
Les FIS Games sont une compétition multi-sports créée par la Fédération internationale de ski et de snowboard (FIS) regroupant l'ensemble des disciplines dont elle a la charge au niveau mondial. La première édition est prévue pour 2028.

## Historique
En octobre 2021 à Sölden la FIS annonce au Forum Alpinium sa volonté de créer une compétition internationale de sports de neige avec l'ensemble des disciplines olympiques et non olympiques qu'elle gère. Elle sera organisée tous les 4 ans, l'année où ne figure ni jeux olympiques, ni championnats du monde.
En mai 2023, la FIS confirme son intention et annonce que la première édition sera organisée en 2028,. Elle lance le premier appel à candidature pour cette édition avec le 1er novembre 2023 comme deadline.

## Disciplines
Ces jeux délivreront chaque édition une centaine de titres dans les disciplines des sports suivants :
- Ski alpin
- Ski de fond
- Ski acrobatique
- Saut à ski
- Combiné nordique
- Snowboard
- Ski de vitesse
- Ski et snowboard freeride
- Télémark
- Ski alpin handisport
- Ski nordique handisport

Le biathlon géré par l'International Biathlon Union (IBU) ne fait pas partie de cette liste.

## Éditions
| Edition | Année | Lieu | Date de début | Date de fin |
| ------- | ----- | ---- | ------------- | ----------- |
| 1       | 2028  |      |               |             |